# Daniel Jebbison
Daniel Jebbison (* 11. Juli 2003 in Oakville, Ontario) ist ein kanadisch-englischer Fußballspieler, der aktuell beim AFC Bournemouth spielt und seit März 2025 kanadischer Nationalspieler ist.

## Karriere

### Verein
Jebbison begann seine fußballerische Ausbildung bei der ANB Futbol Akademie in Toronto. Von 2019 bis Ende 2020 spielte er für die U18 Sheffield Uniteds. 2019/20 absolvierte er zwei Youth-Cup-Spiele. Für die Hinrunde der Folgesaison wurde er an den FC Chorley verliehen, wo er zweimal zum Einsatz kam. Im Januar 2021 erhielt er einen Vertrag bei der U23. Als Sheffield schon sicher abgestiegen war, wurde er bei der Niederlage gegen Crystal Palace in der zweiten Spielhälfte eingewechselt und gab somit sein Premier-League-Debüt. Als er eine Woche später beim 1:0-Sieg über den FC Everton in der Startelf stand, schoss er das Siegtor und wurde zum jüngsten Spieler der Premier-League-Geschichte, der bei seinem Startelfdebüt traf. Ende August wurde er in die League One an Burton Albion verliehen. Für seinen neuen Verein gab er am 11. September (7. Spieltag) sein Debüt, als er bei einem 1:1-Unentschieden gegen den FC Gillingham spät in die Partie kam. Bei seinem vierten Einsatz stand er in der Startelf und schoss gegen den FC Portsmouth bei einem 2:1-Sieg. Bis Ende Januar spielte er für Burton 20 Mal, wobei er sieben Tore in der Liga schoss. Nach fünf Monaten in der dritten englischen Liga kehrte er zu Sheffield zurück, die mittlerweile in die Championship abgestiegen waren. Dort kam er im Rest der Saison noch zu acht Zweitligaeinsätzen. In der Saison 2022/23 kam Jebbison zu 16 Spielen, wobei er einmal traf. Im FA Cup kam er mit seinem Team bis ins Halbfinale, in dem Jebbison in der Startelf stand, ehe man gegen Manchester City ausschied. Nach dem Wiederaufstieg in die Premier League als Tabellenzweiter wurde er gar nicht mehr berücksichtigt und bestritt lediglich das letzte Ligaspiel der Saison 2023/24 und Sheffield stieg erneut als Tabellenletzter ab.
Im Sommer 2024 wechselte er daraufhin zum Erstligisten AFC Bournemouth, die angeblich anderthalb Millionen Pfund Trainingsgebühren an Sheffield zahlten, trotz Jebbisons abgelaufenen Vertrags. Nach den ersten beiden Ligapartien in der Premier League wurde er vorerst an den Zweitligisten FC Watford verliehen. Dort absolvierte er 13 Ligapartien und wurde im Januar 2025 von den Cherries zurück nach Bournemouth geholt.

### Nationalmannschaft
Jebbison spielte 2021 einmal für die U18-Nationalmannschaft Englands berufen, für die er auch zum Einsatz kam. Anschließend bestritt er einige Partien für das U19- und U20-Team und traf für beide einmal.
Im März 2025 wurde er erstmals für sein Geburtsland Kanada berufen. Am 21. März wurde er im Halbfinale der CONCACAF Nations League Finals bei einer 0:2-Niederlage gegen Mexiko eingewechselt und debütierte somit für die A-Nationalmannschaft.

## Familie & Herkunft
Jebbison wurde als Sohn eines jamaikanischen Vaters und einer englischen Mutter in Ontario, Kanada geboren und war somit für die Nationalmannschaften aller drei Länder spielberechtigt. Im Jahr 2017 zog er mit seiner Familie nach England.